# A Certain Shade of Green
Singles de Incubus
Take Me to Your Leader
(1996) New Skin
(1998)
A Certain Shade of Green est le premier single extrait du second album S.C.I.E.N.C.E. du groupe alternatif américain Incubus.
Le refrain est un clin d'œil au calendrier Maya, avec la ligne : « Are you gonna stand around till 2012 A. D. ? » (« Vas-tu rester planté ici jusqu'en 2012 ? »), en référence à l'énigmatique "fin du monde" annoncée  à cette date.
La vidéo associée au single est centrée sur un astronaute évoluant dans une sorte d'univers parallèle, avec le groupe s'agitant autour de lui; il semblerait que ce soit Brandon Boyd lui-même qui ait enfilé ce costume.

## Pistes
| 1. | A Certain Shade of Green | 3:11 |

| 1. | A Certain Shade of Green                          | 3:11 |
| 2. | New Skin                                          | 3:51 |
| 3. | Hilikus (version live à Chicago)                  |      |
| 4. | You Will Be a Hot Dancer (version live à Chicago) |      |
| 5. | Deep Inside (version live à Chicago)              |      |